# آدم بوك
آدم بوك هو كاتب مسرحي كندي، ولد في 1984 في مونتريال في كندا.